# Shirley Temple
Shirley Temple (Santa Monica, Kalifornia, 1928. április 23. – Woodside, Kalifornia, 2014. február 10.) amerikai színésznő, énekes és táncos. Hároméves korában beiratták egy tánciskolába, ott fedezték fel képességeit. 1932-ben indult gyermekszínészi karrierje. Gyereksztárként az 1930-as évek legnépszerűbb szinészei közé tartozott. Sikerét kamaszévei kezdetével nem tudta folytatni, ezért visszavonult a filmezéstől. Később diplomataként tevékenykedett.

## Élete

### Gyereksztárként
Anyja, Gertrude Amelia Krieger, háziasszony volt, míg apja, George Francis Temple, banki alkalmazottként dolgozott. 1932-ben kezdte el filmes karrierjét 3 évesen. 1934-ben nagy sikert ért el a "Bright Eyes" (Ragyogó szemek) című filmmel. 1935 és 1938 között ő volt Hollywood pénzügyileg legsikeresebb sztárja, bájos mosolyával, gödröcskéivel, szőke fürtjeivel, természetes modorával elvarázsolta a közönséget. Tehetséges szteptáncos is volt, több filmdala népszerű sláger lett. Shirley népszerűsége sikerének csúcsán rendkívül nagy volt, bábuk, ruhák és más hasonló ajándéktárgyak is megjelentek az ő nevével. Az angol nyelvterületen ebben az időben keresztneve is népszerű lánynév lett. Számtalan díjat is nyert munkásságáért.
Tízéves korától csillaga lassan leáldozott, népszerűségét nem tudta átmenteni az 1940-es évekre. 1950-ben, mindössze 22 évesen, befejezte filmes karrierjét. 

### Művészeti tevékenysége filmes karrierje után
Felnőttként tévéműsorokban is szerepelt, többek között egy 1960-as évekbeli sitcom pilótaepizódjában. A sorozat végül soha nem került ki. Temple-nek saját sorozata is volt, Shirley Temple mesél címmel, amely egy antológiasorozat volt. A műsorban klasszikus tündérmeséket lehetett hallani, amit a színésznő mesélt. A műsor 2 évadot élt meg 41 epizóddal, magyar bemutató ismeretlen, 45 vagy 48 perces egy epizód. Amerikában 1958. január 12-étől 1961. július 16-áig ment. Az USA-ban az NBC vetítette, itthon a Filmbox tűzte műsorára. 

### A politikában és diplomataként
Temple az 1960-as évektől a Republikánus Párt színeiben politizált. 1969-ben Richard Nixon elnök az Egyesült Államok követének nevezte ki az Egyesült Nemzetek Szervezete Közgyűlésébe, de 1971-ben mellrákja miatt vissza kellett vonulnia. 1974-ben visszatért a diplomáciába ghánai nagykövetként. 1976-77-ben a Fehér Ház protokollfőnöke volt Gerald Ford elnöksége alatt. 1989-1992 között Csehszlovákiában képviselte az Egyesült Államokat.

### Magánélete
1945-ben ment férjhez John Agar színészhez. Egy lányuk született, de 1950-ben elváltak. Ugyanebben az évben férjhez ment Charles Alden Blackhez, akivel annak 2005-ös haláláig együtt élt. A második házasságából egy lánya és egy fia született.
Shirley Temple 2014. február 10-én, 85 éves korában halt meg tüdőrákban. Magyarországi hírnevére jellemző, hogy 1936-ban fényképével ellátott „Shirley Temple Club” nevű egyesület alakult.

## További információ
- Hivatalos oldal
- Shirley Temple a PORT.hu-n (magyarul)
- Shirley Temple az Internetes Szinkronadatbázisban (magyarul)
- Shirley Temple az Internet Movie Database-ben (angolul)
- Shirley Temple a Rotten Tomatoeson (angolul)